# Priscilla Cooper Tyler
Priscilla Cooper Tyler (n. 14 iunie 1816 - d. 29 decembrie 1889) a fost nora lui John Tyler, al zecelea președinte al Statelor Unite ale Americii. A fost Prima Doamnă a Statelor Unite ale Americii între 1842 și 1844.